# Гольм, Александр Львович
Александр Львович Гольм (1844—1892) — академик архитектуры Императорской Академии художеств.

## Биография
Учился в Императорской Академии художеств (1863—1869). Получил медали Академии художеств: малая серебряная медаль (1866), большая серебряная медаль (1868) за «Проект торгового дома». Звание классного художника 3-й степени (1869). Звание классного художника 2-й степени (1870). Звание классного художника 1-й степени (1873) за Проект церкви о трёх приделах для кладбища. Звание академика (1879) за «Проект станции железной дороги».академик ИАХ (1879)
Состоял делопроизводителем Городской управы (с 1869), работал в Главном инженерном управлении.
Среди основных построек в Петербурге: доходные дома (5-я Красноармейская, 7, 1872, Колокольная, 9, 1873, Некрасова, 33, 1876, Ковенский пер., 29, 1878–1879, Загородный пр., 26, 1881–1882), производственные здания завода Д. Ф. Берда (Перевозная, 1870–1880-е).

### Известные постройки
Известными постройками архитектора А. Л. Гольма в Петербурге являются:
- Доходный дом. 5-я Красноармейская ул., 7 (1872)[5]
- Доходный дом Систонена. Колокольная ул., 9 (1873)[6]
- Доходный дом. Некрасова ул., 33 (1876)[7]
- Доходный дом П. Н. Семёнова. Кузнечный пер., 15; Коломенская ул., 1 (1876—1877)[8]
- Дом Н. К. Бороздина (изменение фасада). Малая Морская ул., 9 (1877)[9]
- Доходный дом. Ковенский пер., 27—29 (1878—1879)[10]
- Доходный дом. Ульяны Громовой пер., 6 (1879—1880)[11]
- Дом И. С. Семёнова. Коломенская ул., 15 (1879—1881)[12]
- Производственные здания завода Ч. Берда. Перевозная ул., 1х (1870-е—1880-е)[13]
- Производственное здание с водонапорной башней завода Ч. Берда. Перевозная ул., 1Б (1870-е—1880-е)[14]
- Доходный дом А. В. Дехтеринского. Загородный пр., 26 (1881—1882)[15]